# Bristol Bullet (bilmodell)
Bristol Bullet är en sportbil, tillverkad av den brittiska biltillverkaren Bristol Cars.
Bristol Bullet är den första modellen från företaget efter konkursen 2011. Under den retroinspirerade karossen finns ett kolfiberchassi. Motor och växellåda kommer från BMW. Bilen visades för publik första gången vid Goodwood Festival of Speed i juni 2016 och produktionen startar under 2017. Bristol planerar att bygga 70 bilar till minne av sitt 70-årsjubileum. Priset hamnar på 2 800 000 SEK.